# International Sports Racing Series Donington 1997

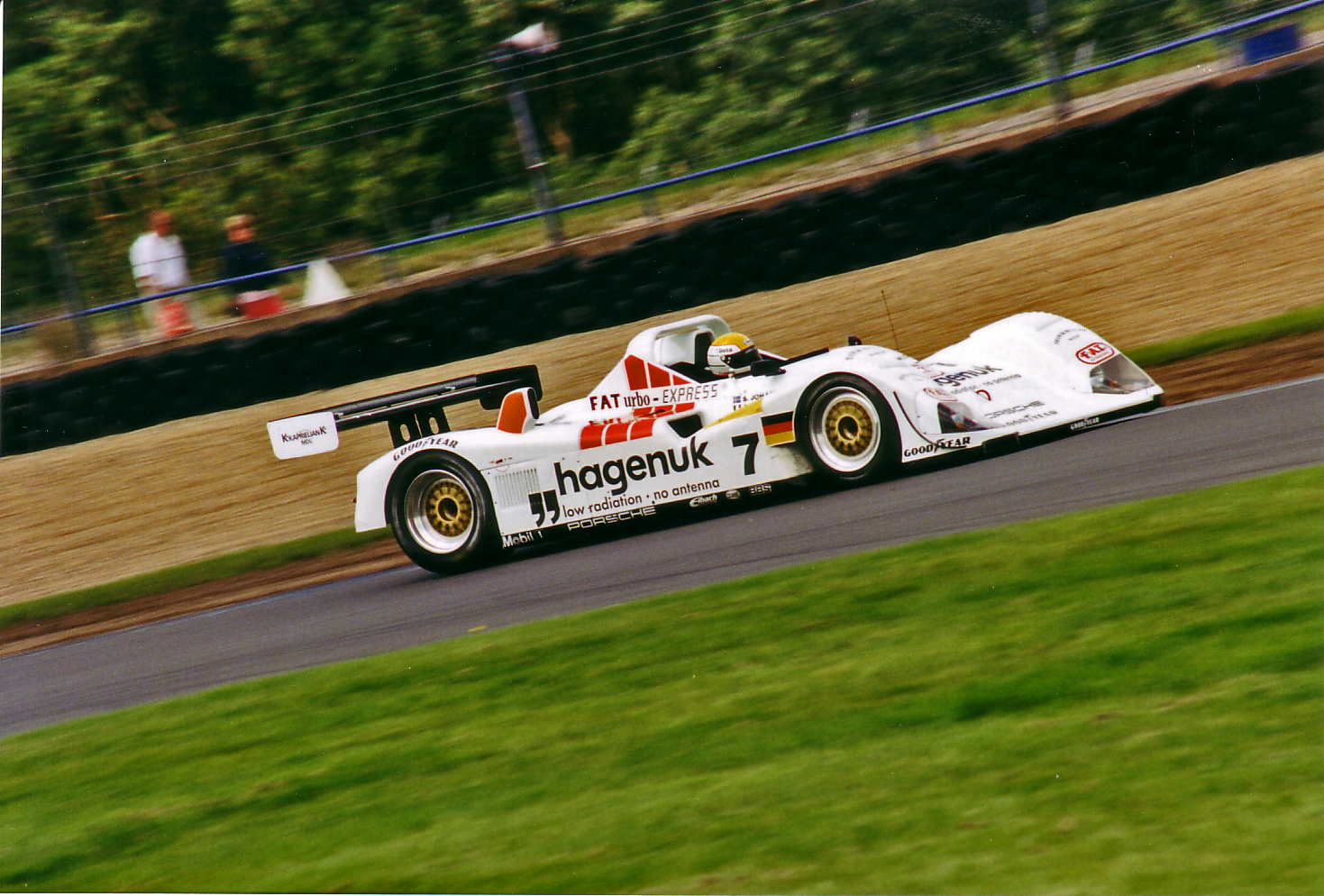
Joest Porsche WSC-95.

Les 2 heures de Donington 1997 (International Sports Racing Series Donington 1997) ont été la première course de l'International Sports Racing Series. Elle s'est déroulée à Donington Park, Royaume-Uni le 6 juillet 1997.

## Classement Final de la course[1].
Les vainqueurs de chaque catégorie sont signalés en gras
| Position | Catégorie | No | Équipe               | Pilotes                                | Châssis                            | Pneumatiques | Tours |
| Position | Catégorie | No | Équipe               | Pilotes                                | Moteur                             | Pneumatiques | Tours |
| -------- | --------- | -- | -------------------- | -------------------------------------- | ---------------------------------- | ------------ | ----- |
| 1        | SR1       | 7  | Joest Racing         | Stefan Johansson Pierluigi Martini     | TWR-Joest Porsche WSC-95           | G            | 80    |
| 1        | SR1       | 7  | Joest Racing         | Stefan Johansson Pierluigi Martini     | Porsche Type-935 3.0L Turbo Flat-6 | G            | 80    |
| 2        | SR1       | 6  | Horag Hotz Racing    | Fredy Lienhard Didier Theys            | Ferrari 333 SP                     | Y            | 80    |
| 2        | SR1       | 6  | Horag Hotz Racing    | Fredy Lienhard Didier Theys            | Ferrari F310E 4.0L V12             | Y            | 80    |
| 3        | SR1       | 4  | Courage Compétition  | Didier Cottaz Jérôme Policand          | Courage C36                        | M            | 77    |
| 3        | SR1       | 4  | Courage Compétition  | Didier Cottaz Jérôme Policand          | Porsche Type-935 3.0L Turbo Flat-6 | M            | 77    |
| 4        | SR1       | 5  | La Filière Elf       | Henri Pescarolo Emmanuel Clérico       | Courage C36                        | M            | 74    |
| 4        | SR1       | 5  | La Filière Elf       | Henri Pescarolo Emmanuel Clérico       | Porsche Type-935 3.0L Turbo Flat-6 | M            | 74    |
| 5        | SR2       | 20 | Centenari Racing     | Arturo Merzario Giovanni Li Calzi      | Centenari M1                       | P            | 72    |
| 5        | SR2       | 20 | Centenari Racing     | Arturo Merzario Giovanni Li Calzi      | Alfa Romeo 3.0L V6                 | P            | 72    |
| ABD.     | SR1       | 8  | Pilot Racing         | Michel Ferté Adrian Campos             | Ferrari 333 SP                     | D            | 76    |
| ABD.     | SR1       | 8  | Pilot Racing         | Michel Ferté Adrian Campos             | Ferrari F310E 4.0L V12             | D            | 76    |
| ABD.     | SR2       | 18 | Didier Bonnet Racing | Glenn Dudley Paul Cope                 | Debora LMP297                      | M            | 22    |
| ABD.     | SR2       | 18 | Didier Bonnet Racing | Glenn Dudley Paul Cope                 | BMW 3.0L I6                        | M            | 22    |
| ABD.     | SR2       | 17 | Didier Bonnet Racing | Didier Bonnet Jacques Chevallier       | Debora LMP296                      | M            | 6     |
| ABD.     | SR2       | 17 | Didier Bonnet Racing | Didier Bonnet Jacques Chevallier       | Ford Cosworth 2.0L Turbo I4        | M            | 6     |
| NP.      | SR1       | 14 | Pacific Racing       | Franz Konrad Richard Dean Wido Rössler | BRM P301                           | P            | 0     |
| NP.      | SR1       | 14 | Pacific Racing       | Franz Konrad Richard Dean Wido Rössler | Nissan 3.0L Turbo V6               | P            | 0     |

Légende :
- NP. = Non partant - ABD. = Abandon